# Sezione Difesa Albania
A Sezione Difesa Albania (röviden: SEZ, teljes nevén magyarul: Albániai Védelmi Század) egy olasz repülőszázad volt amelyet 1917 körül szerveztek meg. Az osztag részt vett az első világháborúban, azonban nem értek el komolyabb sikereket. Ennek oka, hogy nem szolgált itt csupán egy ászpilóta, és hogy nem szereztek sok légi győzelmet.

## Története

### Megalakulása
A századot megközelítőleg 1917 végén 1918 elején alapították. Azonban erről pontos adat nincs.

### Ászpilóták
Az osztagnál csupán egy híres ászpilóta szolgált:
- Michele Allasia (2 légi győzelem az osztagnál, összesen 5)

## Lásd még
- Első világháború
- Olaszország
- Olaszország történelme